# Port lotniczy Kumanowo
Port lotniczy Kumanowo – port lotniczy położony w Kumanowie. Jest to czwarty co do wielkości port lotniczy Macedonii Północnej.